# Estate romana (film)
Estate romana è un film del 2000 diretto da Matteo Garrone.

## Trama
Ci troviamo in una Roma presa dai preparativi per il Giubileo del 2000, una città resa irriconoscibile e perturbante dalle infinite impalcature che ne celano la tradizionale identità. La storia parla di Rossella che si aggira nella città accompagnato dallo scenografo napoletano Salvatore, lei è un'attrice del teatro d'avanguardia degli anni '70 ritornata a Roma dopo un lungo periodo di assenza alla ricerca delle proprie radici. Il suo ruolo è quello di personaggio guida che consente al regista di dare vita a una sorta di viaggio-omaggio nel mondo del teatro sperimentale degli anni '70 riportando sullo schermo i reduci della gloriosa quanto ormai lontana stagione. Sono i loro occhi a restituire la visione del passaggio di millennio di fronte al quale si trova, a modo suo terra di mezzo una città, chi per via di quelle impalcature è diventata essa stessa uno spazio teatrale in cui si mette in scena uno spaesamento metafisico. Ideale sineddoche di quest'ultimo è l'enorme mappamondo di cartapesta che, realizzato per uno spettacolo ispirato a Guerre Stellari ma alla fine lasciato incompleto, Salvatore carica sulla sua auto e trasporta in giro per la città. La macchina con il mondo sul tetto che percorre la via del mare alla volta di Ostia appare in tal senso il simbolo di una città che si carica sulle spalle tutto il peso della sua memoria, un peso tanto soffocante quanto ricco di storie, meraviglie e universi immaginari, e lo spinge emblematicamente verso il mare.